# سيارة النانو

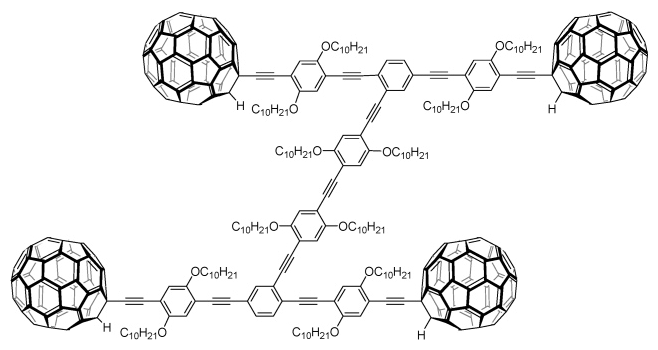

إن سيارة النانو هي جزيء صمم في عام 2005 في جامعة رايس من قبل مجموعة بإشراف الأستاذ جيمس تور. وبالرغم من الاسم، فإن سيارة النانو الأصلية لا تحوي محرك جزيئي، وبالتالي فإنها ليست حقاً سيارة. ولكنها صممت للإجابة عن السؤال المتعلق بكيفية تحرك الفوليرينات على الأسطح المعدنية بشكل خاص. سواء سواء كانت تتدحرج أو تنزلق.
يتألف الجزيء من هيكل بشكل حرف H ومجموعات من الفوليرين مرتبطة على الزوايا الأربعة لتكون بمثابة العجلات.
وعندما توزع على سطح ذهبي، فإن الجزيئات تلتصق إلى السطح بواسطة مجموعات الفوليرين ويتم الكشف عنها باستخدام مجهر المسح النفقي. ويمكن استنتاج اتجاهها حيث يكون طول الإطار أقصر قليلاً من عرضه.
وعند تسخين السطح إلى 200 درجة مئوية تتحرك الجزيئات إلى الأمام وإلى الخلف كما لو أنها تتدحرج على «عجلات» الفوليرين. وتكون سيارة النانو قادرة على التدحرج لأن عجلة الفوليرين تكون مثبتة على «محور» الألكاين من خلال رابطة أحادية بين كربون- كربون. ولا يكون الهيدروجين على الكربون المجاور عقبة كبيرة لتحرير الدوران. وعندما تكون درجة الحرارة مرتفعة بشكل كاف فإن روابط الكربون-الكربون الأربعة تدور وتتدحرج السيارة. يتغير اتجاه الحركة أحياناً عندما تدور الجزيئات حول محورها. وقد تم تأكيد الدوران أيضاً من قبل الأستاذ كيفن كيلي، أيضاً في جامعة رايس، من خلال سحب الجزيء باستخدام مجهر المسح النفقي STM

## مساهمة مفاهيمية مبكرة مستقلة
إن مفهوم سيارة النانو بُني من «ألعاب البناء» الجزيئية التي افترضها بداية ماريك ت. ميشيلويكز في مؤتمر التبصر الخامس حول تقانة النانو الجزيئية، بالو ألتو (5-8 تشرين الثاني 1997). ولاحقاً تم نشر نسخة موسعة في حوليات البحوث غير المحتملة  وقد افترض أن هذه الأوراق هي مساهمات غير جادة لمناقشات أساسية حول حدود تقانة النانو من الأسفل إلى الأعلى التي تعود إلى إريك دريكسلير وحول الحدود المفاهيمية التي تحدد إلى أي مدى يمكن أن يصل القياس الآلي المطور من قبل إريك دريكسلير. إن الخاصية المهمة لمفهوم سيارة النانو كانت حقيقة أن جميع المكونات الجزيئية البنائية كانت معروفة وكانت جزيئات مركبة (للأسف كان بعضها غريباً وقد اكتشف مؤخراً مثل الستافينات (بالإنجليزية: staffenes) وعلى وجه الخصوص عجلة الحديد، 1995)، على عكس بعض بنى دريكسلر البلورية التي فقط تم افتراضها ولم تركب أبداً، ونظام القيادة الذي كان مضمناً في عجلة حديدية ويقاد من قبل مجال مغناطيسي غير متجانس أو يتبل تبعاً للزمن للطبقة الأساسية- مفهوم «محرك في عجلة»

## سيارة النانو المحركية
تم تطوير سيارة نانو مستقبلية مزودة بمحرك جزيئي اصطناعي من قبل جان- فرانسوا مورين. وتم تزويدها بعجلات من الكربوبورن (بالإنجليزية: carborane) وبمحرك جزيئي اصطناعي من الهيدروكربون العطري متعدد الحلقات (بالإنجليزية: helicene) يعمل بالطاقة الضوئية. على الرغم أن شوارد المحرك أظهرت دوران أحادي الاتجاه، إلا أنه ما زال يتعين ملاحظة الحركة المقادة بالضوء. وكذلك يمكن ملاحظة القدرة على الحركة في الماء والسوائل الأخرى باستخدام المروحة الجزيئية (بالإنجليزية: molecular propeller) في المستقبل.

## وصلات خارجية
- نشرة صحافة جامعة رايس
- نبذة مختصرة «التحكم في الاتجاه في سيارات النانو أحادية الجزيء المقادة حرارياً»، ي. شيراي، ا. ج. اوسجود، ي. تشاو، ك. ف. كيلي، ج. م. تور، رسائل النانو، 2005، 5، 2330-4
- نموذج جديد لسيارة النانو على أرض صالة العرض - مقالة تغطي تطوير الجيل الثاني من سيارة النانو في جامعة رايس تتضمن مقابلة مع الأستاذ كيفين ف. كيلي.
- اضغط هنا لقيادة سيارة النانو مباشرة- يمكنك قيادة سيارة نانو في مشروع اللعبة الجادة المجانية NanoQuest
- المفهوم الأولي 1 لسيارة النانو نسخة محفوظة 28 ديسمبر 2017 على موقع واي باك مشين. «سيارات النانو: تحقق حلم فاينمان أو التحدي الأكبر لصناعة السيارات» نبذة مختصرة: م ت ميشيلويكز، مؤتمر التبصر الخامس حول تقانة النانو الجزيئية، بالو ألتو، كاليفورنيا (5-8 تشرين الثاني 1997)
- المفهوم الأولي 2 لسيارة النانو «سيارات النانو: تمكين التقنية لبناء اهرامات من كرات البوكي»، م ت ميشيلويكز، حوليات البحوث غير المحتملة، المجلد الرابع، رقم 3 آذار/نيسان 1998، نسخة كاملة عن الورقة.